# Santa Cruz de Paniagua
Santa Cruz de Paniagua és un municipi de la província de Càceres, a la comunitat autònoma d'Extremadura (Espanya). Limita amb Pinofranqueado al nord, Casar de Palomero al nord-est, Palomero i Cerezo a l'est, Santibáñez el Bajo al sud-est, Aceituna al sud, Pozuelo de Zarzón al sud-oest, Villanueva de la Sierra a l'oest i Torrecilla de los Ángeles al nord-oest.

## Personatges il·lustres
- Mario Simón Arias-Camisón, poeta extremeny.

## Demografia
| 1900 | 1910 | 1920 | 1930 | 1940 | 1950 | 1960 | 1970 | 1981 | 1991 |
| 733  | 873  | 767  | 737  | 1011 | 1142 | 1026 | 717  | 579  | 487  |
| 1996 | 1999 | 2001 | 2002 | 2003 | 2004 | 2005 | 2006 | 2007 |      |
| 478  | 488  | 437  | 417  | 399  | 390  | 378  | 372  | 346  |      |